# Пригова
При́гова (рос. Прыгова) — присілок у складі Шадрінського району Курганської області, Росія. Входить до складу Ільтяковської сільської ради.
Населення — 57 осіб (2010, 87 у 2002).
Національний склад станом на 2002 рік: росіяни — 99 %.